# マコちゃんのリップクリーム
『マコちゃんのリップクリーム』は、尾玉なみえによる日本のギャグ漫画。2002年から2004年にかけて発表された3編の同名読切（後述）を元に、『月刊少年シリウス』（講談社）において2007年4月号から2014年12月号まで連載された。単行本はシリウスKCより全11巻が発売されており、各話ごとに補足エピソードが描き下ろされている。

## あらすじ
何にでも変身できる魔法の道具「謎のリップクリーム」を好き勝手に使った魔女ザイアーは、そのせいで体が少しずつ石になる呪いをひっかぶる。呪いを解くには「清く正しい子供に謎のリップクリームを良き事に使ってもらう」必要があり、ザイアーは偶然か必然か通りかかった少女目保マコに謎のリップクリームを託すのだった。

## 登場人物
目保 マコ（めたも マコ）
いたって普通の小学児童。9歳。明るく活発で、目先の楽しいことにしか興味がなく、何事も深く考えない性格。謎のリップクリームを使って善行を働こうとするも、その柔軟すぎる発想のため、物事を余計に混乱させることもしばしば。変身の呪文は「リップ・バンバン・ウィンクル」。
ザイアー
魔女。謎のリップクリームを私利私欲のために使い、呪われてしまう。初めは体が石になるというものだったが、第2話からは直前にマコが変身した物にちなんだ呪いに変化してゆく。謎のリップクリーム以外は何も使えない「なんちゃって魔女」であり、魔法どころかまともに働きもせず毎日ごろごろぶらぶらしている。チ○コを見たことがない高齢処女だったが、リップクリームの呪いで一時的に体が男性化したため生まれて初めて見ることが出来た。
レンチ
ザイアーの使い魔。猫だが人語を解し、会話もできる。常識的で、全く頼りにならないザイアーの代わりに魔法の知識と的確な助言でマコを助ける。分身など、多少の魔法も使える。コンビニでアルバイトをしている。口癖はにゃぶぶ、にゃがー。
カーマ・スートラ
ザイアーの師匠であり、ザイアーに謎のリップクリームを強奪された張本人。遠い地からマコたちを見守っており、ストレスで胃に穴を開ける。
李千髪（リー・チーパツ）
マコと同年代のチャイナ少女。カーマ・スートラの配下「おしゃれ7（セブン）」の1人。アイテムの謎のアイライナーは、「怪力乱神」と唱えてまぶたに塗ると視界に入ったものの未来が見える魔法「美女眼」が使えるようになる。
清輪 めんたる（きよわ めんたる）
マコのクラスメイト。マコの片想いの相手。肥満気味の体型をしている。重度のシスコン。性格は外道。

## 読切版
連載以前に発表された同名の読切作品が3作存在する。
- 『GAG Special』（集英社）（2002年）掲載、『少年エスパーねじめ 2巻』に併録。
- 『漫革』（同社）2003年6月5日号掲載、『ロマンティック食堂』に収録。
- 『週刊ヤングジャンプ』（同社）2005年1号掲載、『ロマンティック食堂』に収録。

## 書誌情報
著者はいずれも尾玉なみえ。
- 『マコちゃんのリップクリーム』講談社〈シリウスKC〉、全11巻
  1. 2008年3月21日初版発行、ISBN 978-4-06-373110-1
    - 『月刊少年ガンガン』（スクウェア・エニックス）2007年9月号に掲載された「すすむ武芸帳」を併録。

  2. 2008年10月23日初版発行、ISBN 978-4-06-373141-5
  3. 2009年6月23日初版発行、ISBN 978-4-06-373178-1
  4. 2010年2月23日初版発行、ISBN 978-4-06-376212-9
  5. 2010年9月9日初版発行、ISBN 978-4-06-376235-8
  6. 2011年7月8日初版発行、ISBN 978-4-06-376274-7
  7. 2012年3月9日初版発行、ISBN 978-4-06-376320-1
    - 7巻の表紙イラストは羽海野チカによる作画。羽海野がラジオ番組でこの作品が好きだと発言し、尾玉もまたそれ以前から羽海野のファンだったことから実現した企画である[1]。『ハチミツとクローバー』第6巻の表紙のセルフパロディであり、『少年シリウス』本誌にもポスターとして収録された（ポスターの裏は尾玉による『ハチミツとクローバー』のイラストだった）。

  8. 2012年11月9日発売、ISBN 978-4-06-376362-1
    - 8巻の表紙イラストは柏木ハルコによる作画。

  9. 2013年6月7日発売、ISBN 978-4-06-376403-1
    - 9巻の表紙イラストは永野のりこによる作画。

  10. 2014年2月7日発売、ISBN 978-4-06-376444-4
  11. 2014年12月9日発売、ISBN 978-4-06-376513-7
- 『少年エスパーねじめ 2巻』集英社〈ジャンプ・コミックス〉2002年8月7日初版発行、ISBN 4-08-873328-2
- 『ロマンティック食堂』集英社〈ヤングジャンプ・コミックス BJ〉2005年10月24日初版発行、ISBN 4-08-876873-6

## アニメーションPV
『月刊少年シリウス』2014年2月号にて、1分35秒のアニメーションPVの制作が発表された。YouTubeにて公開されている。
- 監督・原画・絵コンテ - 尾玉なみえ
- アニメーション - まがりひろあき
- 主題歌 - ガリ勉パピヨン「危険性ガール」